# Palhano
Palhano este un oraș în statul Ceará (CE) din Brazilia.